# Ischyromene brunnea
Ischyromene brunnea là một loài chân đều trong họ Sphaeromatidae. Loài này được Vanhoeffen miêu tả khoa học năm 1914.